# Eleições gerais na Espanha em 1982
As eleições gerais espanholas de 1982 ocorreram a 28 de Outubro. 
O Partido Socialista Operário Espanhol (PSOE), liderado por Felipe González, obteve a maior vitória de sempre em uma eleição democrática espanhola, com 48,1% dos votos e uma forte maioria de 202 dos 350 assentos no Congresso, executando uma política social moderna dominante campanha democrática e apelando à mudança política. A UCD, por outro lado, foi dizimada, perdendo 93% dos seus deputados em 1979 e cerca de 80% de seus votos em 1979 - ainda hoje a pior derrota que um governo em exercício sofreu desde a restauração da democracia e uma das piores derrotas de todos os tempos. sofrido por um partido governante no mundo ocidental. A Aliança Popular (AP), de direita, liderada nas eleições pelo ex-ministro franquista Manuel Fraga, beneficiou muito com a queda da UCD, tornando-se no principal partido da oposição aos socialistas com pouco mais de 100 lugares e 26,4% dos votos. O CDS de Adolfo Suárez teve um resultado modesto ao conseguir 2 deputados e 2,9% dos votos, enquanto a votação do Partido Comunista de Espanha (PCE) colapsou, sofrendo com a votação tática para o PSOE. A participação mantém-se, nos 79,97%, a mais elevada alguma vez registada numa eleição geral realizada em Espanha até à data. A eleição de 1982 foi a última eleição geral a ser realizada em um dia diferente do domingo.
Relativamente a 1979, o PSOE ganha as províncias de A Corunha, Cantábria, Álava, Navarra, La Rioja, Huesca, Saragoça, Teruel, Lérida, Castellón, Baleares, Albacete, Cidade Real, Toledo, Cuenca, Guadalajara, Palência, Leão, Zamora, Valladolid, Salamanca, Badajoz, Cáceres, Huelva, Granada, Almeria, Santa Cruz, Las Palmas, Ceuta e Melilha enquanto perde Gerona; Aliança Popular ganha as províncias de Pontevedra, Ourense, Lugo, Burgos, Sória e Ávila; e CiU ganha Gerona.
González assumiu o cargo em 2 de dezembro, liderando o primeiro governo em 43 anos em que nenhum de seus membros serviu sob o franquismo.

## Resultados oficiais
| Partido                 | Partido                              | Votos      | %               | +/-     | Deputados | +/-     |
| ----------------------- | ------------------------------------ | ---------- | --------------- | ------- | --------- | ------- |
|                         | Partido Socialista Operário Espanhol | 10 127 392 | 48,11 / 100,00  | 17,71   | 202 / 350 | 81      |
|                         | AP-PDP                               | 5 548 107  | 26,36 / 100,00  | 20,47   | 107 / 350 | 96      |
|                         | União de Centro Democrático          | 1 425 093  | 6,77 / 100,00   | 28,07   | 11 / 350  | 157     |
|                         | Partido Comunista de Espanha         | 846 515    | 4,02 / 100,00   | 6,75    | 4 / 350   | 19      |
|                         | Convergência e União                 | 772 726    | 3,67 / 100,00   | 0,98    | 12 / 350  | 4       |
|                         | Centro Democrático e Social          | 604 309    | 2,87 / 100,00   | Novo    | 2 / 350   | Novo    |
|                         | Partido Nacionalista Basco           | 395 656    | 1,88 / 100,00   | 0,23    | 8 / 350   | 1       |
|                         | Herri Batasuna                       | 210 601    | 1,00 / 100,00   | 0,04    | 2 / 350   | 1       |
|                         | Esquerda Republicana da Catalunha    | 138 118    | 0,66 / 100,00   | 0,03    | 1 / 350   | Estável |
|                         | Esquerda Basca                       | 100 326    | 0,48 / 100,00   | Estável | 1 / 350   | Estável |
|                         | Outros                               | 764 000    | 3,63 / 100,00   |         | 0 / 350   |         |
| Votos inválidos         | Votos inválidos                      | 517 674    | 2,42 / 100,00   | 0,63    |           |         |
| Total                   | Total                                | 21 469 274 | 100,00 / 100,00 |         | 350 / 350 |         |
| Eleitorado/Participação | Eleitorado/Participação              | 26 846 940 | 79,97 / 100,00  | 11,93   |           |         |
| Fonte                   |                                      |            |                 |         |           |         |

## Resultados por comunidades autónomas
| Região                | %    | D    | %      | D      | %      | D      | %   | D   | %    | D   | %    | D   | %    | D   | %    | D  | %   | D   | %   | D  | D   | Votantes   |
| Região                | PSOE | PSOE | AP-PDP | AP-PDP | UCD    | UCD    | PCE | PCE | CiU  | CiU | CDS  | CDS | PNV  | PNV | HB   | HB | ERC | ERC | EE  | EE | D   | Votantes   |
| --------------------- | ---- | ---- | ------ | ------ | ------ | ------ | --- | --- | ---- | --- | ---- | --- | ---- | --- | ---- | -- | --- | --- | --- | -- | --- | ---------- |
| Andaluzia             | 60,5 | 43   | 22,2   | 15     | 5,9    | -      | 6,2 | 1   | -    | -   | 1,3  | -   | -    | -   | -    | -  | -   | -   | -   | -  | 59  | 3 465 682  |
| Aragão                | 49,4 | 9    | 30,8   | 5      | 9,5    | -      | 2,9 | -   | -    | -   | 4,3  | -   | -    | -   | -    | -  | -   | -   | -   | -  | 14  | 745 562    |
| Astúrias              | 52,1 | 6    | 27,9   | 3      | 4,9    | -      | 8,1 | 1   | -    | -   | 4,3  | -   | -    | -   | -    | -  | -   | -   | -   | -  | 10  | 662 710    |
| Baleares              | 40,5 | 3    | 37,7   | 3      | 10,4   | -      | 1,7 | -   | -    | -   | 5,3  |     | -    | -   | -    | -  | -   | -   | -   | -  | 6   | 372 330    |
| País Basco            | 29,2 | 8    | 11,6   | 2      | AP-PDP | AP-PDP | 1,8 | -   | -    | -   | 1,8  | -   | 31,7 | 8   | 14,7 | 2  | -   | -   | 7,7 | 1  | 21  | 1 220 369  |
| Canárias              | 36,7 | 7    | 26,9   | 4      | 16,4   | 2      | -   | -   | -    | -   | 16,5 | -   | -    | -   | -    | -  | -   | -   | -   | -  | 13  | 673 207    |
| Cantábria             | 45,0 | 3    | 38,9   | 2      | 5,4    | -      | 3,1 | -   | -    | -   | 5,1  | -   | -    | -   | -    | -  | -   | -   | -   | -  | 5   | 311 415    |
| Catalunha             | 45,8 | 25   | 14,7   | 8      | 2,0    | -      | 4,6 | 1   | 22,5 | 12  | 2,0  | -   | -    | -   | -    | -  |     |     | -   | -  | 47  | 3 484 527  |
| Castela-Mancha        | 49,2 | 13   | 31,2   | 8      | 10,8   | -      | 3,7 | -   | -    | -   | 2,0  | -   | -    | -   | -    | -  | -   | -   | -   | -  | 21  | 1 009 004  |
| Castela e Leão        | 42,4 | 18   | 34,6   | 13     | 12,3   | 3      | 2,0 | -   | -    | -   | 5,5  | 1   | -    | -   | -    | -  | -   | -   | -   | -  | 35  | 1 566 831  |
| Ceuta                 | 45,5 | 1    | 29,9   | -      | 7,3    | -      | 0,7 | -   | -    | -   | 7,8  | -   | -    | -   | -    | -  | -   | -   | -   | -  | 1   | 26 117     |
| Estremadura           | 55,4 | 9    | 23,8   | 3      | 10,1   | -      | 3,2 | -   | -    | -   | 1,6  | -   | -    | -   | -    | -  | -   | -   | -   | -  | 12  | 612 421    |
| Galiza                | 32,8 | 9    | 37,6   | 13     | 17,7   | 5      | 1,5 | -   | -    | -   | 2,6  | -   | -    | -   | -    | -  | -   | -   | -   | -  | 27  | 1 321 060  |
| La Rioja              | 43,5 | 2    | 41,5   | 2      | 7,4    | -      | 1,6 | -   | -    | -   | 3,7  | -   | -    | -   | -    | -  | -   | -   | -   | -  | 4   | 159 966    |
| Madrid                | 52,1 | 18   | 32,3   | 11     | 3,3    | 1      | 5,0 | 1   | -    | -   | 4,1  | 1   | -    | -   | -    | -  | -   | -   | -   | -  | 32  | 2 815 298  |
| Melilha               | 49,0 | 1    | 26,4   | -      | 14,7   | -      | -   | -   | -    | -   | 7,7  | -   | -    | -   | -    | -  | -   | -   | -   | -  | 1   | 21 224     |
| Múrcia                | 50,8 | 5    | 35,6   | 3      | 6,4    | -      | 3,8 | -   | -    | -   | 1,9  | -   | -    | -   | -    | -  | -   | -   | -   | -  | 8   | 541 158    |
| Navarra               | 37,6 | 3    | 25,6   | 2      | 10,5   | -      | 0,7 | -   | -    | -   | 4,1  | -   | 5,5  | -   | 11,7 | -  | -   | -   |     |    | 5   | 305 693    |
| Comunidade Valenciana | 53,1 | 19   | 29,1   | 10     | 6,3    | -      | 4,6 | -   | -    | -   | 2,5  | -   | -    | -   | -    | -  | -   | -   | -   | -  | 29  | 2 154 700  |
| Espanha               | 48,1 | 202  | 26,4   | 107    | 6,8    | 11     | 4,0 | 4   | 3,7  | 12  | 2,9  | 2   | 1,9  | 8   | 1,0  | 2  | 0,7 | 1   | 0,5 | 1  | 350 | 21 469 274 |

### Andaluzia
| Partido                 | Partido                              | Votos     | %               | +/-   | Deputados | +/-  |
| ----------------------- | ------------------------------------ | --------- | --------------- | ----- | --------- | ---- |
|                         | Partido Socialista Operário Espanhol | 2 064 865 | 60,45 / 100,00  | 26,92 | 43 / 59   | 20   |
|                         | AP-PDP                               | 757 182   | 22,17 / 100,00  | 17,89 | 15 / 59   | 15   |
|                         | Partido Comunista de Espanha         | 211 456   | 6,19 / 100,00   | 7,14  | 1 / 59    | 6    |
|                         | União de Centro Democrático          | 201 402   | 5,90 / 100,00   | 25,89 | 0 / 59    | 24   |
|                         | Partido Andaluz                      | 77 068    | 2,26 / 100,00   | 8,81  | 0 / 59    | 5    |
|                         | Centro Democrático e Social          | 44 551    | 1,30 / 100,00   | Novo  | 0 / 59    | Novo |
|                         | Outros                               | 45 299    | 1,33 / 100,00   |       | 0 / 59    |      |
| Votos inválidos         | Votos inválidos                      | 63 859    | 1,85 / 100,00   | 0,54  |           |      |
| Total                   | Total                                | 3 465 682 | 100,00 / 100,00 |       | 59 / 59   |      |
| Eleitorado/Participação | Eleitorado/Participação              | 4 400 604 | 78,75 / 100,00  | 10,10 |           |      |

### Aragão
| Partido                 | Partido                              | Votos   | %               | +/-   | Deputados | +/-     |
| ----------------------- | ------------------------------------ | ------- | --------------- | ----- | --------- | ------- |
|                         | Partido Socialista Operário Espanhol | 357 339 | 49,41 / 100,00  | 21,11 | 9 / 14    | 4       |
|                         | AP-PDP-PA                            | 222 524 | 30,77 / 100,00  | 19,08 | 5 / 14    | 4       |
|                         | União de Centro Democrático          | 68 848  | 9,52 / 100,00   | 31,43 | 0 / 14    | 8       |
|                         | Centro Democrático e Social          | 30 765  | 4,25 / 100,00   | Novo  | 0 / 14    | Novo    |
|                         | Partido Comunista de Espanha         | 20 930  | 2,89 / 100,00   | 4,20  | 0 / 14    | Estável |
|                         | Outros                               | 18 131  | 2,51 / 100,00   |       | 0 / 14    |         |
| Votos inválidos         | Votos inválidos                      | 27 025  | 3,64 / 100,00   | 1,70  |           |         |
| Total                   | Total                                | 745 562 | 100,00 / 100,00 |       | 14 / 14   |         |
| Eleitorado/Participação | Eleitorado/Participação              | 904 582 | 82,42 / 100,00  | 11,67 |           |         |

### Astúrias
| Partido                 | Partido                              | Votos   | %               | +/-   | Deputados | +/-     |
| ----------------------- | ------------------------------------ | ------- | --------------- | ----- | --------- | ------- |
|                         | Partido Socialista Operário Espanhol | 339 575 | 52,13 / 100,00  | 14,85 | 6 / 10    | 2       |
|                         | AP-PDP                               | 181 965 | 27,94 / 100,00  | 19,31 | 3 / 10    | 2       |
|                         | Partido Comunista de Espanha         | 53 017  | 8,14 / 100,00   | 5,58  | 1 / 10    | Estável |
|                         | União de Centro Democrático          | 31 763  | 4,88 / 100,00   | 28,14 | 0 / 10    | 4       |
|                         | Centro Democrático e Social          | 28 048  | 4,31 / 100,00   | Novo  | 0 / 10    | Novo    |
|                         | Outros                               | 14 211  | 2,19 / 100,00   |       | 0 / 10    |         |
| Votos inválidos         | Votos inválidos                      | 14 131  | 2,14 / 100,00   | 0,49  |           |         |
| Total                   | Total                                | 662 710 | 100,00 / 100,00 |       | 10 / 10   |         |
| Eleitorado/Participação | Eleitorado/Participação              | 853 981 | 77,60 / 100,00  | 14,86 |           |         |

### Baleares
| Partido                 | Partido                              | Votos   | %               | +/-   | Deputados | +/-     |
| ----------------------- | ------------------------------------ | ------- | --------------- | ----- | --------- | ------- |
|                         | Partido Socialista Operário Espanhol | 144 232 | 40,45 / 100,00  | 11,07 | 3 / 6     | 1       |
|                         | AP-PDP                               | 134 444 | 37,71 / 100,00  | 28,54 | 3 / 6     | 3       |
|                         | União de Centro Democrático          | 37 148  | 10,42 / 100,00  | 38,50 | 0 / 6     | 4       |
|                         | Centro Democrático e Social          | 18 722  | 5,25 / 100,00   | Novo  | 0 / 6     | Novo    |
|                         | Partido Socialista de Maiorca        | 8 633   | 2,42 / 100,00   | 0,92  | 0 / 6     | Estável |
|                         | Partido Comunista de Espanha         | 5 962   | 1,67 / 100,00   | 3,24  | 0 / 6     | Estável |
|                         | Outros                               | 5 250   | 1,48 / 100,00   |       | 0 / 6     |         |
| Votos inválidos         | Votos inválidos                      | 17 939  | 4,84 / 100,00   | 0,15  |           |         |
| Total                   | Total                                | 372 330 | 100,00 / 100,00 |       | 6 / 6     |         |
| Eleitorado/Participação | Eleitorado/Participação              | 466 909 | 79,74 / 100,00  | 10,09 |           |         |

### Canárias
| Partido                 | Partido                              | Votos   | %               | +/-   | Deputados | +/-     |
| ----------------------- | ------------------------------------ | ------- | --------------- | ----- | --------- | ------- |
|                         | Partido Socialista Operário Espanhol | 239 615 | 36,65 / 100,00  | 18,83 | 7 / 13    | 4       |
|                         | AP-PDP                               | 175 875 | 26,90 / 100,00  | 23,19 | 4 / 13    | 4       |
|                         | União de Centro Democrático          | 107 341 | 16,42 / 100,00  | 41,94 | 2 / 13    | 7       |
|                         | União do Povo Canário                | 35 013  | 5,36 / 100,00   | 5,68  | 0 / 13    | 1       |
|                         | Centro Democrático e Social          | 32 292  | 4,94 / 100,00   | Novo  | 0 / 13    | Novo    |
|                         | Convergência Canária                 | 25 792  | 3,95 / 100,00   | Novo  | 0 / 13    | Novo    |
|                         | Assembleia Canária                   | 18 757  | 2,87 / 100,00   | 0,84  | 0 / 13    | Estável |
|                         | Outros                               | 15 853  | 2,44 / 100,00   |       | 0 / 13    |         |
| Votos inválidos         | Votos inválidos                      | 22 669  | 3,38 / 100,00   | 0,59  |           |         |
| Total                   | Total                                | 673 207 | 100,00 / 100,00 |       | 13 / 13   |         |
| Eleitorado/Participação | Eleitorado/Participação              | 885 850 | 76,00 / 100,00  | 14,86 |           |         |

### Cantábria
| Partido                 | Partido                              | Votos   | %               | +/-   | Deputados | +/-     |
| ----------------------- | ------------------------------------ | ------- | --------------- | ----- | --------- | ------- |
|                         | Partido Socialista Operário Espanhol | 135 987 | 45,00 / 100,00  | 14,72 | 3 / 5     | 1       |
|                         | AP-PDP                               | 117 567 | 38,91 / 100,00  | 28,61 | 2 / 5     | 2       |
|                         | União de Centro Democrático          | 16 265  | 5,38 / 100,00   | 36,48 | 0 / 5     | 3       |
|                         | Centro Democrático e Social          | 15 281  | 5,06 / 100,00   | Novo  | 0 / 5     | Novo    |
|                         | Partido Comunista de Espanha         | 9 265   | 3,07 / 100,00   | 3,54  | 0 / 5     | Estável |
|                         | Outros                               | 6 032   | 1,99 / 100,00   |       | 0 / 5     |         |
| Votos inválidos         | Votos inválidos                      | 11 018  | 3,56 / 100,00   | 1,09  |           |         |
| Total                   | Total                                | 311 415 | 100,00 / 100,00 |       | 5 / 5     |         |
| Eleitorado/Participação | Eleitorado/Participação              | 376 712 | 82,67 / 100,00  | 12,22 |           |         |

### Castela e Leão
| Partido                 | Partido                              | Votos     | %               | +/-   | Deputados | +/-     |
| ----------------------- | ------------------------------------ | --------- | --------------- | ----- | --------- | ------- |
|                         | Partido Socialista Operário Espanhol | 645 491   | 42,38 / 100,00  | 16,76 | 18 / 35   | 8       |
|                         | AP-PDP                               | 526 469   | 34,56 / 100,00  | 25,16 | 13 / 35   | 13      |
|                         | União de Centro Democrático          | 186 840   | 12,27 / 100,00  | 38,71 | 3 / 35    | 22      |
|                         | Centro Democrático e Social          | 83 824    | 5,50 / 100,00   | Novo  | 1 / 35    | Novo    |
|                         | Partido Comunista de Espanha         | 29 888    | 1,96 / 100,00   | 2,90  | 0 / 35    | Estável |
|                         | Outros                               | 39 076    | 2,55 / 100,00   |       | 0 / 35    |         |
| Votos inválidos         | Votos inválidos                      | 55 243    | 3,55 / 100,00   | 1,47  |           |         |
| Total                   | Total                                | 1 566 831 | 100,00 / 100,00 |       | 35 / 35   |         |
| Eleitorado/Participação | Eleitorado/Participação              | 1 942 395 | 80,66 / 100,00  | 11,08 |           |         |

### Castela-Mancha
| Partido                 | Partido                              | Votos     | %               | +/-   | Deputados | +/-     |
| ----------------------- | ------------------------------------ | --------- | --------------- | ----- | --------- | ------- |
|                         | Partido Socialista Operário Espanhol | 486 553   | 49,21 / 100,00  | 14,67 | 13 / 21   | 5       |
|                         | AP-PDP                               | 308 969   | 31,25 / 100,00  | 25,49 | 8 / 21    | 8       |
|                         | União de Centro Democrático          | 106 799   | 10,80 / 100,00  | 32,22 | 0 / 21    | 13      |
|                         | Partido Comunista de Espanha         | 36 999    | 3,74 / 100,00   | 6,03  | 0 / 21    | Estável |
|                         | Centro Democrático e Social          | 20 038    | 2,03 / 100,00   | Novo  | 0 / 21    | Novo    |
|                         | Força Nova                           | 14 771    | 1,49 / 100,00   | 2,86  | 0 / 21    | Estável |
|                         | Outros                               | 10 287    | 1,05 / 100,00   |       | 0 / 21    |         |
| Votos inválidos         | Votos inválidos                      | 24 588    | 2,45 / 100,00   | 1,14  |           |         |
| Total                   | Total                                | 1 009 004 | 100,00 / 100,00 |       | 21 / 21   |         |
| Eleitorado/Participação | Eleitorado/Participação              | 1 199 675 | 84,11 / 100,00  | 11,33 |           |         |

### Catalunha
| Partido                 | Partido                                   | Votos     | %               | +/-   | Deputados | +/-     |
| ----------------------- | ----------------------------------------- | --------- | --------------- | ----- | --------- | ------- |
|                         | Partido dos Socialistas da Catalunha      | 1 575 601 | 45,83 / 100,00  | 16,16 | 25 / 47   | 8       |
|                         | Convergência e União                      | 772 726   | 22,48 / 100,00  | 6,10  | 12 / 47   | 4       |
|                         | AP-PDP                                    | 504 075   | 14,66 / 100,00  | 11,01 | 8 / 47    | 7       |
|                         | Partido Socialista Unificado da Catalunha | 158 553   | 4,61 / 100,00   | 12,77 | 1 / 47    | 7       |
|                         | Esquerda Republicana da Catalunha         | 138 118   | 4,02 / 100,00   | 0,16  | 1 / 47    | Estável |
|                         | União de Centro Democrático               | 70 235    | 2,04 / 100,00   | 17,31 | 0 / 47    | 12      |
|                         | Centro Democrático e Social               | 68 395    | 1,99 / 100,00   | Novo  | 0 / 47    | Novo    |
|                         | Partido dos Comunistas da Catalunha       | 47 249    | 1,37 / 100,00   | Novo  | 0 / 47    | Novo    |
|                         | Outros                                    | 89 026    | 2,58 / 100,00   |       | 0 / 47    |         |
| Votos inválidos         | Votos inválidos                           | 60 549    | 1,74 / 100,00   | 0,42  |           |         |
| Total                   | Total                                     | 3 484 527 | 100,00 / 100,00 |       | 47 / 47   |         |
| Eleitorado/Participação | Eleitorado/Participação                   | 4 310 689 | 80,83 / 100,00  | 13,21 |           |         |

### Ceuta
| Partido                 | Partido                              | Votos  | %               | +/-   | Deputados | +/-     |
| ----------------------- | ------------------------------------ | ------ | --------------- | ----- | --------- | ------- |
|                         | Partido Socialista Operário Espanhol | 11 698 | 45,54 / 100,00  | 10,23 | 1 / 1     | 1       |
|                         | AP-PDP                               | 7 674  | 29,87 / 100,00  | 22,01 | 0 / 1     | Estável |
|                         | Centro Democrático e Social          | 2 010  | 7,82 / 100,00   | Novo  | 0 / 1     | Novo    |
|                         | União de Centro Democrático          | 1 870  | 7,28 / 100,00   | 44,59 | 0 / 1     | 1       |
|                         | Partido Nacionalista de Ceuta        | 1 785  | 6,95 / 100,00   | Novo  | 0 / 1     | Novo    |
|                         | Outros                               | 534    | 2,07 / 100,00   |       | 0 / 1     |         |
| Votos inválidos         | Votos inválidos                      | 546    | 2,09 / 100,00   | 0,44  |           |         |
| Total                   | Total                                | 26 117 | 100,00 / 100,00 |       | 1 / 1     |         |
| Eleitorado/Participação | Eleitorado/Participação              | 36 128 | 72,29 / 100,00  | 6,85  |           |         |

### Comunidade Valenciana
| Partido                 | Partido                              | Votos     | %               | +/-   | Deputados | +/-  |
| ----------------------- | ------------------------------------ | --------- | --------------- | ----- | --------- | ---- |
|                         | Partido Socialista Operário Espanhol | 1 118 354 | 53,11 / 100,00  | 15,80 | 19 / 29   | 6    |
|                         | AP-PDP                               | 613 147   | 29,12 / 100,00  | 24,62 | 10 / 29   | 10   |
|                         | União de Centro Democrático          | 133 255   | 6,33 / 100,00   | 30,16 | 0 / 29    | 13   |
|                         | Partido Comunista de Espanha         | 97 837    | 4,65 / 100,00   | 7,34  | 0 / 29    | 3    |
|                         | Centro Democrático e Social          | 51 891    | 2,46 / 100,00   | Novo  | 0 / 29    | Novo |
|                         | Outros                               | 82 565    | 3,92 / 100,00   |       | 0 / 29    |      |
| Votos inválidos         | Votos inválidos                      | 57 651    | 2,69 / 100,00   | 1,14  |           |      |
| Total                   | Total                                | 2 154 700 | 100,00 / 100,00 |       | 29 / 29   |      |
| Eleitorado/Participação | Eleitorado/Participação              | 2 564 217 | 84,03 / 100,00  | 9,14  |           |      |

### Estremadura
| Partido                 | Partido                              | Votos   | %               | +/-   | Deputados | +/-     |
| ----------------------- | ------------------------------------ | ------- | --------------- | ----- | --------- | ------- |
|                         | Partido Socialista Operário Espanhol | 333 046 | 55,41 / 100,00  | 17,84 | 9 / 12    | 4       |
|                         | AP-PDP                               | 143 032 | 23,80 / 100,00  | 20,13 | 3 / 12    | 3       |
|                         | União de Centro Democrático          | 60 479  | 10,06 / 100,00  | 35,53 | 0 / 12    | 7       |
|                         | Estremadura Unida                    | 26 148  | 4,35 / 100,00   | Novo  | 0 / 12    | Novo    |
|                         | Partido Comunista de Espanha         | 19 199  | 3,19 / 100,00   | 4,58  | 0 / 12    | Estável |
|                         | Centro Democrático e Social          | 9 816   | 1,63 / 100,00   | Novo  | 0 / 12    | Novo    |
|                         | Outros                               | 7 051   | 1,17 / 100,00   |       | 0 / 12    |         |
| Votos inválidos         | Votos inválidos                      | 13 650  | 2,23 / 100,00   | 0,94  |           |         |
| Total                   | Total                                | 612 421 | 100,00 / 100,00 |       | 12 / 12   |         |
| Eleitorado/Participação | Eleitorado/Participação              | 765 728 | 79,98 / 100,00  | 9,90  |           |         |

### Galiza
| Partido                 | Partido                                             | Votos     | %               | +/-   | Deputados | +/-     |
| ----------------------- | --------------------------------------------------- | --------- | --------------- | ----- | --------- | ------- |
|                         | AP-PDP                                              | 488 438   | 37,60 / 100,00  | 23,41 | 13 / 27   | 9       |
|                         | Partido Socialista Operário Espanhol                | 426 469   | 32,83 / 100,00  | 15,51 | 9 / 27    | 3       |
|                         | União de Centro Democrático                         | 230 113   | 17,71 / 100,00  | 30,47 | 5 / 27    | 12      |
|                         | Bloco Nacionalista Galego-Partido Socialista Galego | 38 437    | 2,96 / 100,00   | 2,99  | 0 / 27    | Estável |
|                         | Centro Democrático e Social                         | 33 588    | 2,59 / 100,00   | Novo  | 0 / 27    | Novo    |
|                         | Esquerda Galega                                     | 22 192    | 1,71 / 100,00   | Novo  | 0 / 27    | Novo    |
|                         | Partido Comunista de Espanha                        | 20 108    | 1,55 / 100,00   | 2,61  | 0 / 27    | Estável |
|                         | Outros                                              | 33 112    | 2,53 / 100,00   |       | 0 / 27    |         |
| Votos inválidos         | Votos inválidos                                     | 28 603    | 2,17 / 100,00   | 0,45  |           |         |
| Total                   | Total                                               | 1 321 060 | 100,00 / 100,00 |       | 27 / 27   |         |
| Eleitorado/Participação | Eleitorado/Participação                             | 2 073 982 | 63,70 / 100,00  | 14,50 |           |         |

### Madrid
| Partido                 | Partido                              | Votos     | %               | +/-   | Deputados | +/-  |
| ----------------------- | ------------------------------------ | --------- | --------------- | ----- | --------- | ---- |
|                         | Partido Socialista Operário Espanhol | 1 439 137 | 52,09 / 100,00  | 18,75 | 18 / 32   | 6    |
|                         | AP-PDP                               | 891 372   | 32,26 / 100,00  | 23,66 | 11 / 32   | 8    |
|                         | Partido Comunista de Espanha         | 137 459   | 4,98 / 100,00   | 8,48  | 1 / 32    | 3    |
|                         | Centro Democrático e Social          | 113 384   | 4,10 / 100,00   | Novo  | 1 / 32    | Novo |
|                         | União de Centro Democrático          | 92 508    | 3,35 / 100,00   | 29,79 | 1 / 32    | 11   |
|                         | Outros                               | 76 977    | 2,78 / 100,00   |       | 32 / 32   |      |
| Votos inválidos         | Votos inválidos                      | 64 461    | 2,30 / 100,00   | 1,04  |           |      |
| Total                   | Total                                | 2 815 298 | 100,00 / 100,00 |       | 32 / 32   |      |
| Eleitorado/Participação | Eleitorado/Participação              | 3 274 966 | 85,96 / 100,00  | 12,69 |           |      |

### Melilha
| Partido                 | Partido                              | Votos  | %               | +/-   | Deputados | +/-     |
| ----------------------- | ------------------------------------ | ------ | --------------- | ----- | --------- | ------- |
|                         | Partido Socialista Operário Espanhol | 10 291 | 48,99 / 100,00  | 27,59 | 1 / 1     | 1       |
|                         | AP-PDP                               | 5 551  | 26,43 / 100,00  | 21,59 | 0 / 1     | Estável |
|                         | União de Centro Democrático          | 3 083  | 14,68 / 100,00  | 36,89 | 0 / 1     | 1       |
|                         | Centro Democrático e Social          | 1 615  | 7,69 / 100,00   | Novo  | 0 / 1     | Novo    |
|                         | Outros                               | 314    | 1,49 / 100,00   |       | 0 / 1     |         |
| Votos inválidos         | Votos inválidos                      | 370    | 1,75 / 100,00   | 0,45  |           |         |
| Total                   | Total                                | 21 224 | 100,00 / 100,00 |       | 1 / 1     |         |
| Eleitorado/Participação | Eleitorado/Participação              | 30 107 | 70,50 / 100,00  | 9,83  |           |         |

### Múrcia
| Partido                 | Partido                              | Votos   | %               | +/-   | Deputados | +/-     |
| ----------------------- | ------------------------------------ | ------- | --------------- | ----- | --------- | ------- |
|                         | Partido Socialista Operário Espanhol | 270 552 | 50,76 / 100,00  | 11,69 | 5 / 8     | 1       |
|                         | AP-PDP                               | 189 642 | 35,58 / 100,00  | 29,90 | 3 / 8     | 3       |
|                         | União de Centro Democrático          | 34 354  | 6,45 / 100,00   | 32,62 | 0 / 8     | 4       |
|                         | Partido Comunista de Espanha         | 20 065  | 3,76 / 100,00   | 4,15  | 0 / 8     | Estável |
|                         | Centro Democrático e Social          | 10 211  | 1,92 / 100,00   | Novo  | 0 / 8     | Novo    |
|                         | Outros                               | 6 283   | 1,18 / 100,00   |       | 0 / 8     |         |
| Votos inválidos         | Votos inválidos                      | 10 051  | 1,86 / 100,00   | 0,15  |           |         |
| Total                   | Total                                | 541 158 | 100,00 / 100,00 |       | 8 / 8     |         |
| Eleitorado/Participação | Eleitorado/Participação              | 656 052 | 82,49 / 100,00  | 9,78  |           |         |

### Navarra
| Partido                 | Partido                              | Votos   | %               | +/-   | Deputados | +/-     |
| ----------------------- | ------------------------------------ | ------- | --------------- | ----- | --------- | ------- |
|                         | Partido Socialista Operário Espanhol | 112 186 | 37,64 / 100,00  | 15,74 | 3 / 5     | 2       |
|                         | AP-PDP-UPN                           | 76 255  | 25,59 / 100,00  | 14,42 | 2 / 5     | 1       |
|                         | Herri Batasuna                       | 34 744  | 11,66 / 100,00  | 2,80  | 0 / 5     | Estável |
|                         | União de Centro Democrático          | 31 245  | 10,48 / 100,00  | 22,45 | 0 / 5     | 3       |
|                         | Partido Nacionalista Basco           | 16 363  | 5,49 / 100,00   | 2,93  | 0 / 5     | Estável |
|                         | Centro Democrático e Social          | 12 278  | 4,12 / 100,00   | Novo  | 0 / 5     | Novo    |
|                         | Esquerda Basca                       | 8 399   | 2,82 / 100,00   | -     | 0 / 5     | -       |
|                         | Outros                               | 4 656   | 1,56 / 100,00   |       | 0 / 5     |         |
| Votos inválidos         | Votos inválidos                      | 9 567   | 3,14 / 100,00   | 1,26  |           |         |
| Total                   | Total                                | 305 693 | 100,00 / 100,00 |       | 5 / 5     |         |
| Eleitorado/Participação | Eleitorado/Participação              | 375 846 | 81,33 / 100,00  | 10,67 |           |         |

### País Basco
| Partido                 | Partido                              | Votos     | %               | +/-   | Deputados | +/-     |
| ----------------------- | ------------------------------------ | --------- | --------------- | ----- | --------- | ------- |
|                         | Partido Nacionalista Basco           | 379 293   | 31,73 / 100,00  | 4,16  | 8 / 21    | 1       |
|                         | Partido Socialista Operário Espanhol | 348 620   | 29,16 / 100,00  | 10,11 | 8 / 21    | 3       |
|                         | Herri Batasuna                       | 175 857   | 14,71 / 100,00  | 0,28  | 2 / 21    | 1       |
|                         | AP-PDP-PDL-UCD                       | 139 148   | 11,64 / 100,00  | 8,66  | 2 / 21    | 3       |
|                         | Esquerda Basca                       | 91 927    | 7,69 / 100,00   | 0,33  | 1 / 21    | Estável |
|                         | Centro Democrático e Social          | 21 826    | 1,83 / 100,00   | Novo  | 0 / 21    | Novo    |
|                         | Partido Comunista de Espanha         | 20 954    | 1,75 / 100,00   | 2,84  | 0 / 21    | Estável |
|                         | Outros                               | 12 047    | 1,03 / 100,00   |       | 0 / 21    |         |
| Votos inválidos         | Votos inválidos                      | 30 697    | 2,53 / 100,00   | 0,14  |           |         |
| Total                   | Total                                | 1 220 369 | 100,00 / 100,00 |       | 21 / 21   |         |
| Eleitorado/Participação | Eleitorado/Participação              | 1 538 133 | 79,34 / 100,00  | 13,39 |           |         |

### La Rioja
| Partido                 | Partido                              | Votos   | %               | +/-   | Deputados | +/-     |
| ----------------------- | ------------------------------------ | ------- | --------------- | ----- | --------- | ------- |
|                         | Partido Socialista Operário Espanhol | 67 781  | 43,45 / 100,00  | 14,32 | 2 / 4     | 1       |
|                         | AP-PDP                               | 64 778  | 41,53 / 100,00  | 27,66 | 2 / 4     | 2       |
|                         | União de Centro Democrático          | 11 545  | 7,40 / 100,00   | 40,64 | 0 / 4     | 3       |
|                         | Centro Democrático e Social          | 5 774   | 3,70 / 100,00   | Novo  | 0 / 4     | Novo    |
|                         | Partido Comunista de Espanha         | 2 491   | 1,60 / 100,00   | 1,97  | 0 / 4     | Estável |
|                         | Outros                               | 2 540   | 1,63 / 100,00   |       | 0 / 4     |         |
| Votos inválidos         | Votos inválidos                      | 5 057   | 3,18 / 100,00   | 1,47  |           |         |
| Total                   | Total                                | 159 966 | 100,00 / 100,00 |       | 4 / 4     |         |
| Eleitorado/Participação | Eleitorado/Participação              | 190 204 | 84,10 / 100,00  | 10,79 |           |         |